# Sodomía (derecho)
Una ley de sodomía es una ley que define ciertos actos sexuales como delitos. Los actos sexuales exactos que se entienden por el término de sodomía se explican raramente en la ley, pero son entendidos tradicionalmente por tribunales y cortes como cualquier acto sexual considerado contranatural, indecente o inmoral. Esta interpretación incluye, típicamente, el sexo anal, el sexo oral y la bestialidad, pero también puede significar cualquier actividad sexual que no conduce a la procreación.
Esta jerga jurídica se utiliza en derecho para hacer referencia a comportamientos sexuales entre personas del mismo sexo. En la práctica, las leyes de sodomía raramente se han aplicado contra las parejas heterosexuales.
Hasta marzo de 2025, 63 países (62 mediante disposiciones explícitas de la ley, 1 de facto) y tres jurisdicciones subnacionales tienen leyes que penalizan los actos sexuales consensuales entre adultos del mismo sexo. En 2006 ese número era 92. Los últimos países en despenalizar la homosexualidad son los siguientes: Antigua y Barbuda, San Cristóbal y Nieves, Singapur y Barbados durante 2022, Mauricio y las Islas Cook (estado autónomo libre asociado con Nueva Zelanda) en 2023 y, durante 2024 en Dominica y Namibia.
En 2008, el Consejo de Derechos Humanos de las Naciones Unidas aprobó una resolución vinculante sobre la despenalización de orientación sexual e identidad de género, a la que siguió un informe publicado por el Comisionado de Derechos Humanos de la ONU que incluía un escrutinio de los códigos mencionados.

## Historia
La primera ley de sodomía conocida de la historia data del siglo XII a. C. en el imperio asirio medio y establece la pena de castración. La tablilla dice así:

"Si un hombre sodomiza a su compañero y se le prueban los cargos y se le encuentran culpable, le sodomizarán a él y le convertirán en eunuco."

En la República Romana, a diferencia de Grecia, la pederastia masculina estaba prohibida por la lex Scantinia, que además prohibía que un ciudadano romano asumiera el papel pasivo en el sexo anal, pero no el resto de las prácticas homosexuales. En la primera parte del imperio estas restricciones fueron derogadas, pero una vez introducido el cristianismo influyó con su condena en la sociedad romana de la segunda mitad de imperio, lo que hizo restablecer y endurecer su legislación al respecto. En 390 Teodosio I proclamó una ley prohibiendo todas las relaciones homosexuales, castigándolas con la pena de muerte. Y la condena se mantendría en la legislación de Justiniano I del 538 hasta el final del imperio oriental.
En la Edad Media se aprobaron leyes de sodomía igualmente inspiradas en la opinión judeocristiana en toda Europa, siendo en un principio las autoridades de cada ciudad y posteriormente la inquisición la encargada de perseguir a los homosexuales. Por otro lado en los países musulmanes también en la sharia se incorporaron las prácticas homosexuales masculinas como delitos.

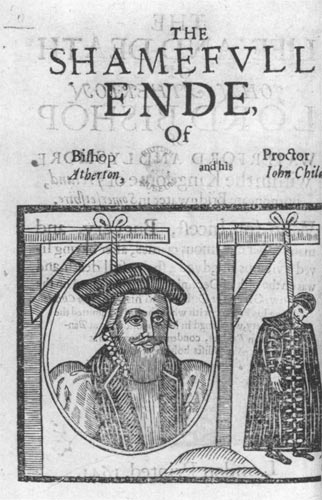
Representación de la ejecución de una pareja de homosexuales en Inglaterra en 1641.

En el renacimiento son otra vez los estados los que empiezan a proclamar leyes de sodomía ya que hasta entonces el enjuiciamiento de homosexuales y la ejecución de sus penas había sido labor de los tribunales eclesiásticos o los ayuntamientos. En 1532, Carlos V del Sacro Imperio Romano y I de España, incluía la sodomía en su código penal Constitutio Criminalis Carolina, que se mantuvo vigente en el Sacro Imperio Romano-Germánico hasta finales del siglo XVIII y en España y sus colonias hasta mediados del XVII. El artículo 116 dice: 

Castigad así al impúdico, cuando actúe contra natura. En el caso de que una persona actúe de forma impúdica con un animal, un hombre con un hombre, una mujer con una mujer, entonces han perdido el derecho a la vida. Y se deberá, según la costumbre, llevarlos a la muerte con el fuego.

En Inglaterra se adoptó en 1533 la Buggery act durante el reinado de Enrique VIII. Esta ley definía como delito cualquier práctica sexual "antinatural contra la voluntad de Dios y el hombre" y lo penaba con la muerte por ahorcamiento. Posteriormente fue reformada por los tribunales para que sólo incluyera el sexo anal y el bestialismo. Esta ley fue muy influyente posteriormente porque se extendió por todas las colonias británicas, y fue la base de legislaciones que permanecen vigentes en el siglo XXI en países de América, África, Asia y Oceanía. El Reino Unido derogó la pena de muerte para la sodomía en 1861 sustituyéndola por penas de prisión que estarían en vigor hasta 1967. En los Estados Unidos poco después de su independencia la mayoría de sus estados sustituyó la pena de muerte por penas de prisión, que muchos irían derogando a lo largo del siglo XX, pero fue el Tribunal Supremo el que terminó el proceso al anular las leyes de sodomía que se mantenían en catorce de sus estados en 2003, gracias al caso Lawrence vs. Texas.
En el imperio español la pena de muerte se sustituiría por penas de prisión y galeras a partir de la segunda mitad del siglo XVII, hasta que dejó de ser delito en 1822 en España. Las antiguas colonias españolas tras su independencia tardaron algo más en despenalizarla, las primeras fueron: México (1871), Guatemala (1871) y Argentina (1886). En la mayoría de los demás países la condena iría derogándose a lo largo del siglo XX. 
Las nuevas ideologías surgidas en el siglo XX también aplicaron sus propias leyes de sodomía. El régimen nazi usó el artículo 175 ya existente en el código penal alemán de 1871 que decía:

Un acto sexual antinatural cometido entre personas de sexo masculino o de humanos con animales es punible con prisión. También se puede disponer la pérdida de sus derechos civiles

Por su parte el régimen comunista de la URSS aprobó una reforma de su código penal para introducir el artículo 121:

1.- La relación sexual de un hombre con otro hombre (sodomía) se penalizará con la privación de libertad por un periodo de hasta 5 años.
2.- Sodomía agravantes. Si se aplicara violencia física, amenazas, se practicara con un menor o abusara de la superioridad con alguien dependiente se penará con privación de libertad de hasta 8 años.

Legislaciones por el estilo se aprobaron en todos los países del telón de acero, que perduraron durante la época comunista y que fueron desapareciendo con la caída del bloque soviético e iniciarse allí las democracias.

## Legislación contra la actividad sexual entre personas del mismo sexo
La sodomía no es un delito en Europa y América, con la excepción de Guyana y algunos pequeños estados insulares del Caribe. La mayoría de los países que penalizan la sodomía están en África y Asia, y algunos en Oceanía. Hasta marzo de 2025, 63 estados criminalizan las relaciones sexuales consentidas entre personas del mismo sexo en todo su territorio, en 45 de estos estados la ley se aplica tanto a varones como a mujeres. Además, tres jurisdicciones subnacionales pertenecientes a otros dos estados, tienen leyes que penalizan la homosexualidad: las provincias de Aceh y Sumatra Meridional en Indonesia, y la Franja de Gaza en Palestina. Egipto persigue la sodomía, sin penalizarla explícitamente, bajo leyes de moralidad o escándalo público.
Algunos países han penalizado la homosexualidad en años recientes, por primera vez en su historia Chad en 2017, Irak (de jure) y Mali en 2024 y, por segunda vez Trinidad y Tobago en marzo de 2025. Asimismo, en Burkina Faso y Níger leyes propuestas para penalizar la homosexualidad se encuentran pendientes de ser publicadas.

### África
| País          | Año       | Disposición legal                                | Condena                     | Se aplica a varones | Se aplica a mujeres |
| ------------- | --------- | ------------------------------------------------ | --------------------------- | ------------------- | ------------------- |
| Argelia       | 1996      | Código Penal, artículos 333, 333bis, 338.        | Multa - 3 años de prisión   | Sí                  | Sí                  |
| Burundi       | 2009      | Código Penal, artículo 567.                      | 3 meses – 2 año de prisión  | Sí                  | Sí                  |
| Camerún       | 1965      | Código Penal, artículo 347-1.                    | 6 meses – 5 años de prisión | Sí                  | Sí                  |
| Chad          | 2017      | Código Penal, artículo 354.                      | 3 meses – 2 años de prisión | Sí                  | Sí                  |
| Comoras       | 1982      | Código Penal, artículo 318.                      | Hasta 5 años de prisión     | Sí                  | Sí                  |
| Eritrea       | 1957      | Código Penal, artículo 600.                      | 10 días – 3 años            | Sí                  | Sí                  |
| Etiopía       | 1957      | Código Penal, artículos 629, 630.                | Hasta 10 años de prisión    | Sí                  | Sí                  |
| Gambia        | 1965/2014 | Código Penal, artículos 144, 144A, 147(2).       | Multa - 14 años             | Sí                  | Sí                  |
| Ghana         | 1960      | Código Penal, artículos 99, 104.                 | Hasta 3 años de prisión     | Sí                  | No                  |
| Guinea        | 1988      | Código Penal, artículo 325.                      | 6 meses - 3 años            | Sí                  | Sí                  |
| Kenia         | 1948      | Código Penal, artículo 162.                      | Hasta 5 años de prisión     | Sí                  | No                  |
| Liberia       | 1978      | Ley Penal, artículo 14.74.                       | Hasta 1 año de prisión      | Sí                  | Sí                  |
| Libia         | 1953      | Código Penal, artículos 407, 408.                | Hasta 3 años de prisión     | Sí                  | Sí                  |
| Malaui        | 1930      | Código Penal, artículos 153, 137A.               | Hasta 5 años de prisión     | Sí                  | Sí                  |
| Malí          | 2024      | Código Penal, artículos 325-1, 325-2.            | Hasta 7 años de prisión     | Sí                  | Sí                  |
| Marruecos     | 1962      | Código Penal, artículo 489.                      | 6 meses - 3 años            | Sí                  | Sí                  |
| Mauritania    | 1983      | Código Penal, artículos 306, 308.                | Muerte                      | Sí                  | Sí                  |
| Namibia       | -         | Delito de derecho consuetudinario.               | Hasta 10 años de prisión    | Sí                  | No                  |
| Nigeria       | 1990      | Código Penal, artículos 214, 215, 217.           | 5 - 14 años / Muerte        | Sí                  | Sí                  |
| Senegal       | 1965      | Código Penal, artículo 319(3).                   | Multa – 5 años de prisión   | Sí                  | Sí                  |
| Sierra Leona  | 1861      | Ley de Delitos contra las Personas, artículo 61. | Cadena perpetua             | Sí                  | No                  |
| Somalia       | 1962      | Código Penal, artículo 409.                      | 3 meses - 3 años/Muerte     | Sí                  | Sí                  |
| Suazilandia   | -         | Delito de derecho consuetudinario.               | -                           | Sí                  | No                  |
| Sudán         | 1991      | Código Penal, artículo 148, 151.                 | 5 años - Cadena Perpetua    | Sí                  | Sí                  |
| Sudán del Sur | 2008      | Código Penal, artículo 148.                      | Hasta 10 años de prisión    | Sí                  | Sí                  |
| Tanzania      | 1945      | Código Penal, artículo 154.                      | 30 años - Cadena Perpetua   | Sí                  | No                  |
| Togo          | 1980      | Código Penal, artículo 88.                       | Hasta 3 años y multa        | Sí                  | No                  |
| Túnez         | 1913      | Código Penal, artículo 230.                      | Multa - 3 años              | Sí                  | Sí                  |
| Uganda        | 1950      | Código Penal, artículo 145.                      | Hasta 7 años de prisión     | Sí                  | Sí                  |
| Zambia        | 1930      | Código Penal, artículos 155, 156.                | Hasta 14 años de prisión    | Sí                  | Sí                  |
| Zimbabue      | 1996      | Derecho Penal, artículo 73.                      | Hasta 3 años                | Sí                  | No                  |

### América
| País                         | Año                                     | Disposición legal                                    | Condena                                             | Se aplica a varones | Se aplica a mujeres |
| ---------------------------- | --------------------------------------- | ---------------------------------------------------- | --------------------------------------------------- | ------------------- | ------------------- |
| Granada                      | 1993                                    | Código Penal, artículo 431.                          | Hasta 10 años de prisión                            | Sí                  | No                  |
| Guyana                       | 1893                                    | Derecho Penal (Delitos), artículos 352, 353, 354.    | Hasta 10 años de prisión                            | Sí                  | No                  |
| Jamaica                      | 1864                                    | Delitos contra la Persona, artículos 76, 77, 78, 79. | Hasta 2 años de prisión con o sin trabajos forzados | Sí                  | No                  |
| Santa Lucía                  | 2005                                    | Código Penal, artículos 132, 133.                    | Hasta 10 años de prisión                            | Sí                  | Sí                  |
| Trinidad y Tobago            | 1986 hasta 2018. Nuevamente desde 2025. | Ley de Delitos Sexuales, artículos 13, 16(3).        | Hasta 5 años de prisión (desde 2025)                | Sí                  | Sí                  |
| San Vicente y las Granadinas | 1990                                    | Código Penal, artículos 146, 148.                    | Hasta 10 años de prisión                            | Sí                  | Sí                  |

### Asia
| País                   | Año  | Disposición legal                                                                | Condena                                            | Se aplica a varones | Se aplica a mujeres |
| ---------------------- | ---- | -------------------------------------------------------------------------------- | -------------------------------------------------- | ------------------- | ------------------- |
| Afganistán             | 1976 | Código Penal, artículo 427.                                                      | Prisión - Muerte                                   | Sí                  | Sí                  |
| Arabia Saudita         | -    | Sura 7: 80/81.                                                                   | Latigazos - Muerte                                 | Sí                  | Sí                  |
| Bangladés              | 1860 | Código Penal, artículo 377.                                                      | 10 años - Cadena perpetua                          | Sí                  | No                  |
| Birmania               | 1860 | Código Penal, artículo 377.                                                      | Hasta 10 años de prisión                           | Sí                  | No                  |
| Brunéi                 | 1951 | Código Penal, artículo 377.                                                      | Pena de Muerte                                     | Sí                  | No                  |
| Catar                  | 2004 | Código Penal, artículos 296, 298.                                                | Multa - 5 años                                     | Sí                  | Sí                  |
| Emiratos Árabes Unidos | 1987 | Código Penal, artículo 356.                                                      | Multa - Muerte                                     | Sí                  | Sí                  |
| Indonesia              | -    | Sólo en las provincias de Aceh (Ordenanza Provincial n.º 6/2014 bajo la sharia). | 100 latigazos y/o hasta 8 años de prisión en Aceh. | Sí                  | Sí                  |
| Irak                   | 1969 | Código Penal, artículo 404.                                                      | Multa- 1 año de prisión                            | Sí                  | Sí                  |
| Irán                   | 2013 | Código Penal Islámico, artículos 233-241.                                        | Prisión - Muerte                                   | Sí                  | Sí                  |
| Kuwait                 | 1960 | Código Penal, artículo 193.                                                      | Hasta 6 años de prisión                            | Sí                  | No                  |
| Líbano                 | 1943 | Código Penal, artículos 209, 532, 534.                                           | Hasta 1 año de prisión                             | Sí                  | No                  |
| Malasia                | 1976 | Código Penal, artículo 377A.                                                     | Multa - 20 años                                    | Sí                  | Sí                  |
| Maldivas               | 2014 | Código Penal, artículos 410, 411, 412.                                           | 9 meses – 1 años o 10-30 latigazos                 | Sí                  | Sí                  |
| Omán                   | 1974 | Código Penal, artículos 33, 223.                                                 | Multa - 3 años                                     | Sí                  | Sí                  |
| Pakistán               | 1860 | Código Penal, artículo 377.                                                      | 2 años - Cadena perpetua                           | Sí                  | No                  |
| Palestina              | 1936 | Sólo en la Franja de Gaza: Ordenanza del Código Penal n.º 74, artículo 152.      | Hasta 10 años de prisión.                          | Sí                  | No                  |
| Siria                  | 1949 | Código Penal, artículo 520.                                                      | Multa - 3 años                                     | Sí                  | Sí                  |
| Sri Lanka              | 1885 | Código Penal, artículos 365, 365A.                                               | Hasta 10 años de prisión                           | Sí                  | Sí                  |
| Turkmenistán           | 1997 | Código Penal, artículo 135.                                                      | Multa - 2 años                                     | Sí                  | No                  |
| Uzbekistán             | 1994 | Código Penal, artículo 120.                                                      | Multa - 3 años                                     | Sí                  | No                  |
| Yemen                  | 1984 | Código Penal, artículos 264, 268.                                                | Fustigamiento - Muerte                             | Sí                  | Sí                  |

### Oceanía
| País               | Año  | Disposición legal                             | Condena                  | Se aplica a varones | Se aplica a mujeres |
| ------------------ | ---- | --------------------------------------------- | ------------------------ | ------------------- | ------------------- |
| Islas Salomón      | 1996 | Código Penal, artículos 160, 161, 162.        | Hasta 7 años de prisión  | Sí                  | Sí                  |
| Kiribati           | 1977 | Código Penal, artículos 153, 154.             | Hasta 14 años de prisión | Sí                  | Sí                  |
| Papúa Nueva Guinea | 1974 | Código Penal, artículos 210, 212.             | Hasta 14 años de prisión | Sí                  | No                  |
| Samoa              | 2013 | Ley de Delitos, artículos 67, 68, 71.         | Hasta 7 años de prisión  | Sí                  | No                  |
| Tonga              | 1988 | Ley de Delitos, artículos 136, 139, 140, 142. | Hasta 10 años de prisión | Sí                  | Sí                  |
| Tuvalu             | 1978 | Código Penal, artículos 153, 154, 155.        | Hasta 14 años de prisión | Sí                  | No                  |

## Edad de consentimiento desigual

Igualdad legal sobre edad de consentimiento sexual entre personas del mismo sexo por país o territorio
Entre 1790 y 1829
Entre 1830 y 1839
Entre 1840 y 1859
Entre 1860 y 1869
Entre 1870 y 1879
Entre 1880 y 1889
Entre 1890 y 1929
Entre 1930 y 1939
Entre 1940 y 1949
Entre 1950 y 1959
Entre 1960 y 1969
Entre 1970 y 1979
Entre 1980 y 1989
Entre 1990 y 1999
Entre 2000 y 2009
Desde 2010 al 2019
Desde 2020–presente
Fecha desconocida de igualdad legal sobre edad de consentimiento para parejas de distinto o mismo sexo
Edad de consentimiento sexual siempre igual para parejas de distinto o mismo sexo
Edad de consentimiento sexual desigual entre personas del mismo sexo
Relaciones sexuales entre personas del mismo sexo son ilegales

Hasta marzo de 2025, se identifican 111 países que establecen una edad de consentimiento sexual igual para las relaciones sexuales consensuales entre personas del mismo sexo y para aquellas entre personas de distinto sexo, y 9 en los que existen edades de consentimiento desiguales (cinco en África, dos en América, dos en Asia).
Algunos países que no penalizan la homosexualidad establecen de forma discriminatoria una edad legal de consentimiento sexual mayor entre personas del mismo sexo. Estos países son: Bahamas, Baréin, República del Congo, Costa de Marfil, Indonesia, Madagascar, Níger, Paraguay y Ruanda. Además de algunos estados de Estados Unidos (Alabama, Kansas y Texas) y los territorios británicos de ultramar: Anguila, Bermudas, Islas Caimán, Islas Turcas y Caicos, Islas Vírgenes Británicas y Montserrat.
| País                | Disposición legal                                                 | Edad de consentimiento sexual | Edad de consentimiento sexual |
| País                | Disposición legal                                                 | Heterosexual                  | Homosexual                    |
| ------------------- | ----------------------------------------------------------------- | ----------------------------- | ----------------------------- |
| Bahamas             | Ley de delitos sexuales y violencia doméstica, artículo 16(1)(2). | 16 años                       | 18 años                       |
| Baréin              | Código Penal.                                                     | 20 años                       | 21 años                       |
| República del Congo | Código Penal.                                                     | 18 años                       | 21 años                       |
| Costa de Marfil     | Código Penal, artículos 356 y 358.                                | 15 años                       | 18 años                       |
| Indonesia           | Ley de Protección del Niño.                                       | 16 años                       | 18 años                       |
| Madagascar          | Código Penal, artículo 331.                                       | 14 años                       | 21 años                       |
| Níger               | Código Penal, artículos 278 y 282.                                | 13 años                       | 21 años                       |
| Paraguay            | Código Penal, artículo 138.                                       | 14 años                       | 17 años                       |
| Ruanda              | Código Penal, artículos 358 y 362.                                | 16 años                       | 18 años                       |

La mayoría de los estados democráticos están derogando esta discriminación. Los últimos países en equiparar las edades de consentimiento han sido: Burkina Faso (1996), Israel (2000), Bielorrusia (2000), Albania (2001), Liechtenstein (2001), Reino Unido (2001), Austria (2002), Rumanía (2002), Moldavia (2002), Hungría (2002), Bulgaria (2002), Chipre (2002), Estonia (2002), Lituania (2003), Hong Kong (2006), Serbia (2006), las dependencias británicas de Jersey (2006), isla de Man (2006), Portugal (2007), Gibraltar (2012), Guernsey (2012), Grecia y Surinam (2015); Benín (2018) y Chile (2022).